# フリードリヒ・フォン・アマーリング
フリードリヒ・フォン・アマーリング（Friedrich von Amerling,1803年4月14日 - 1887年1月14日）は、オーストリアの画家である。1835年から宮廷画家として働いた。フェルディナント・ゲオルク・ヴァルトミュラーと並んで、19世紀のオーストリアの代表的な肖像画家である。

## 略歴
ウィーンで金・銀細工師の息子に生まれた。1815年から1824年の間、ウィーン美術アカデミーで学んだ。はじめクリーバー (Josef Klieber) に版画を学び、その後フーベルト・マウラー (Hubert Maurer) やグゼルホーファー (Karl Gsellhofer) に歴史画を学んだ。
1824年にプラハへ移り、1826年までプラハ美術アカデミー (Akademie der Bildenden Künste Prag) でベルグラー (Joseph Bergler der Jüngere) に学んだ。1827年から1828年の間はロンドンで暮らし、肖像画家トーマス・ローレンスの影響を受け、さらにパリへ移りオラース・ヴェルネと働いた。1828年からウィーンに戻り、王族や貴族、資産家の肖像画を描くようになった。
1829年にウィーン美術アカデミーの賞「Reichel-Preis」を受賞した。その後もしばしばイタリア、オランダからスカンジナビア、エジプト、パレスチナまで旅して修行した。
1878年に爵位を与えられ、リッター（騎士）・フォン・アマーリング (Friedrich Ritter von Amerling) と名乗り、ウィーンで最も尊敬される画家となり、文学者やフランツ・リストのような音楽家がアマーリングの邸を訪れた。

## 作品

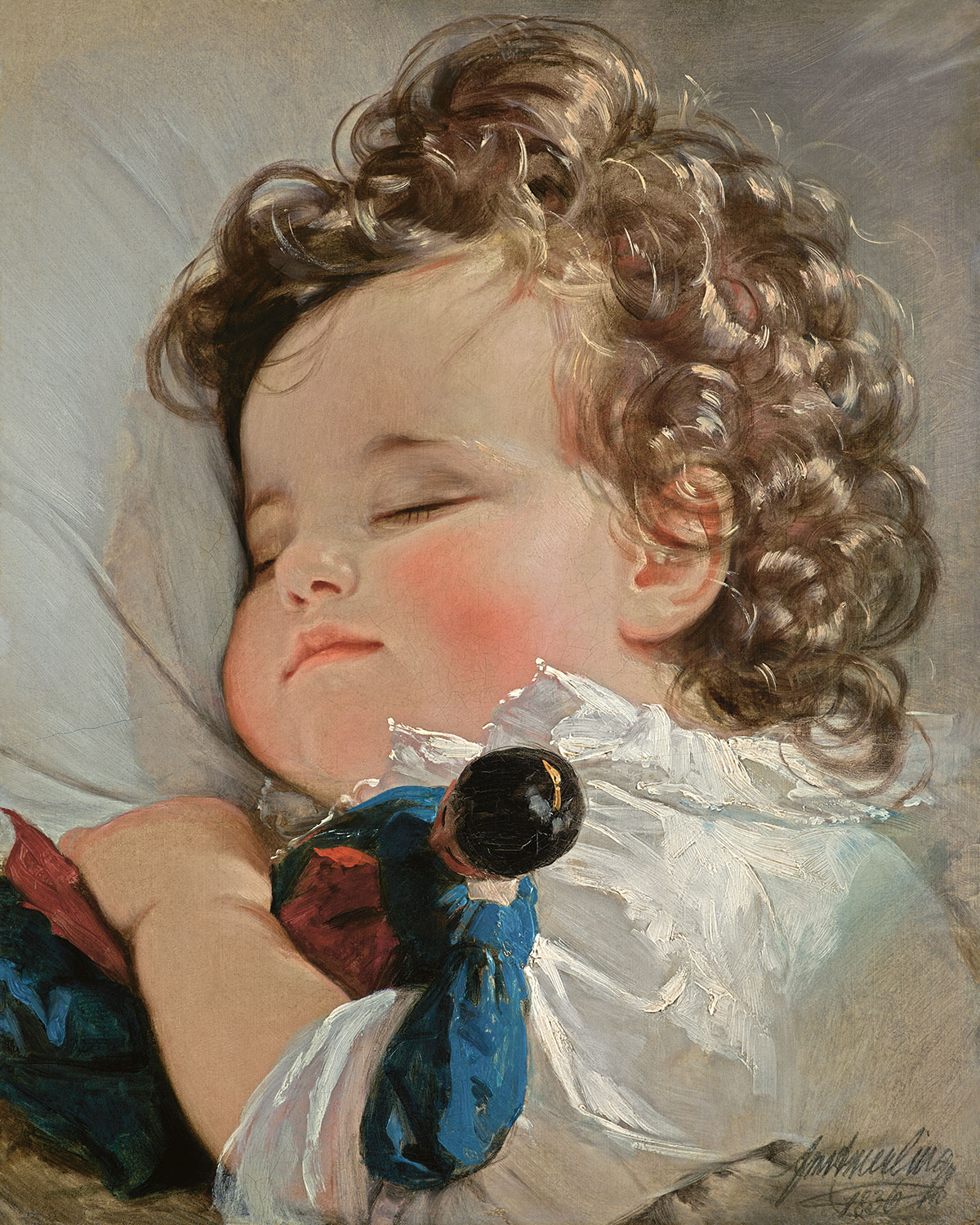
『2歳の時のリヒテンシュタイン公女マリー・フランツィスカ』（1836年）
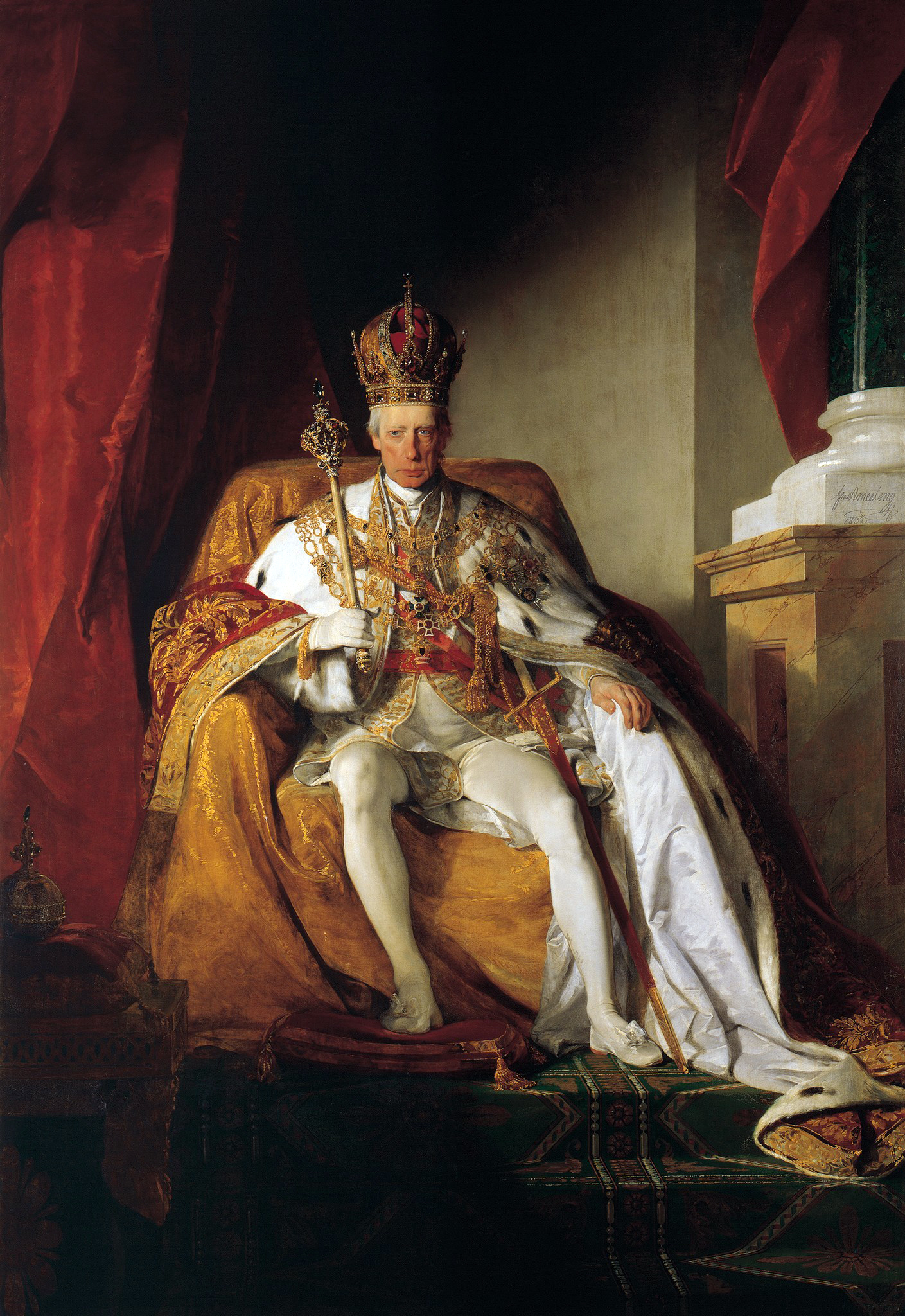
神聖ローマ皇帝フランツ2世（1832年）
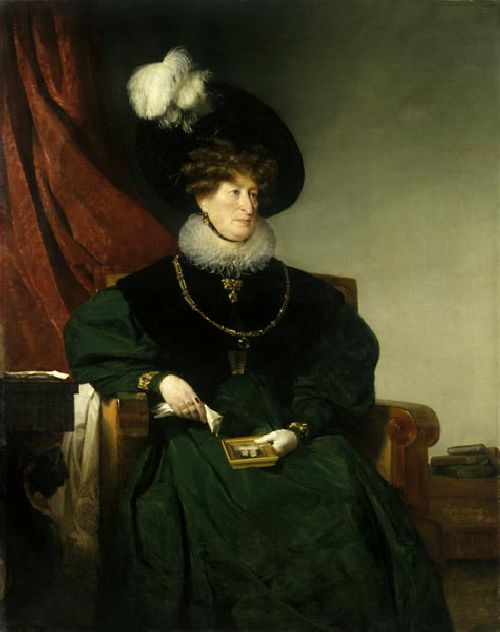
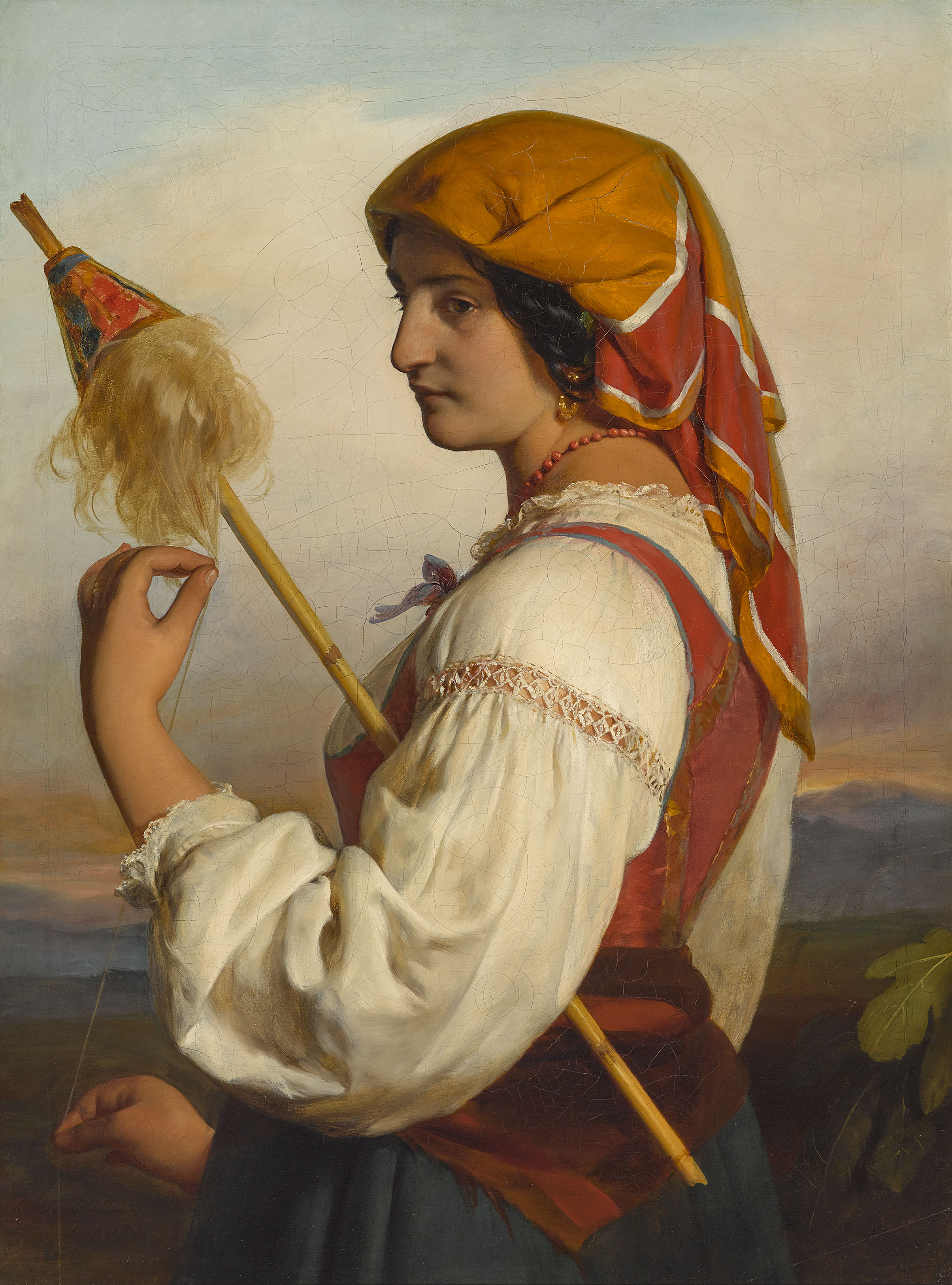
『糸巻き棒を持つイタリア女性』
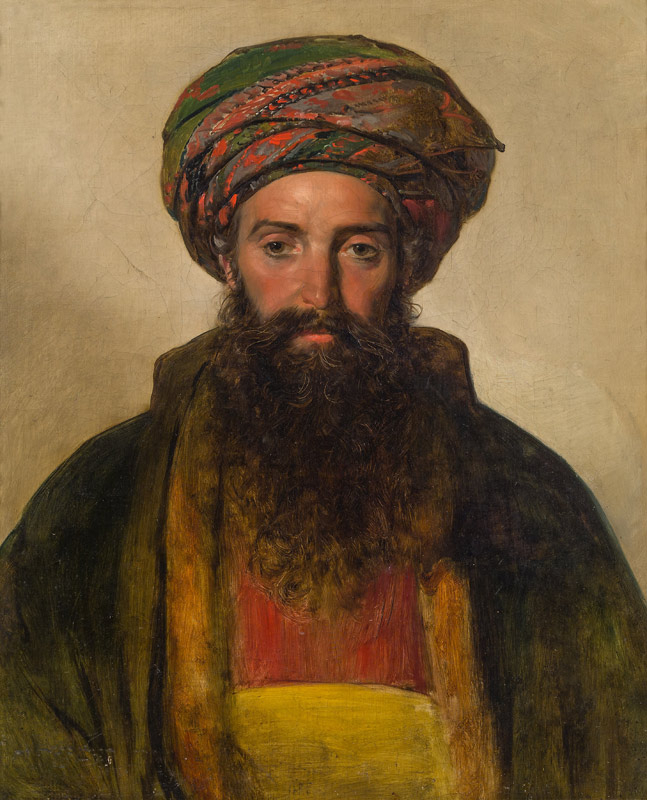
『トルコの男』
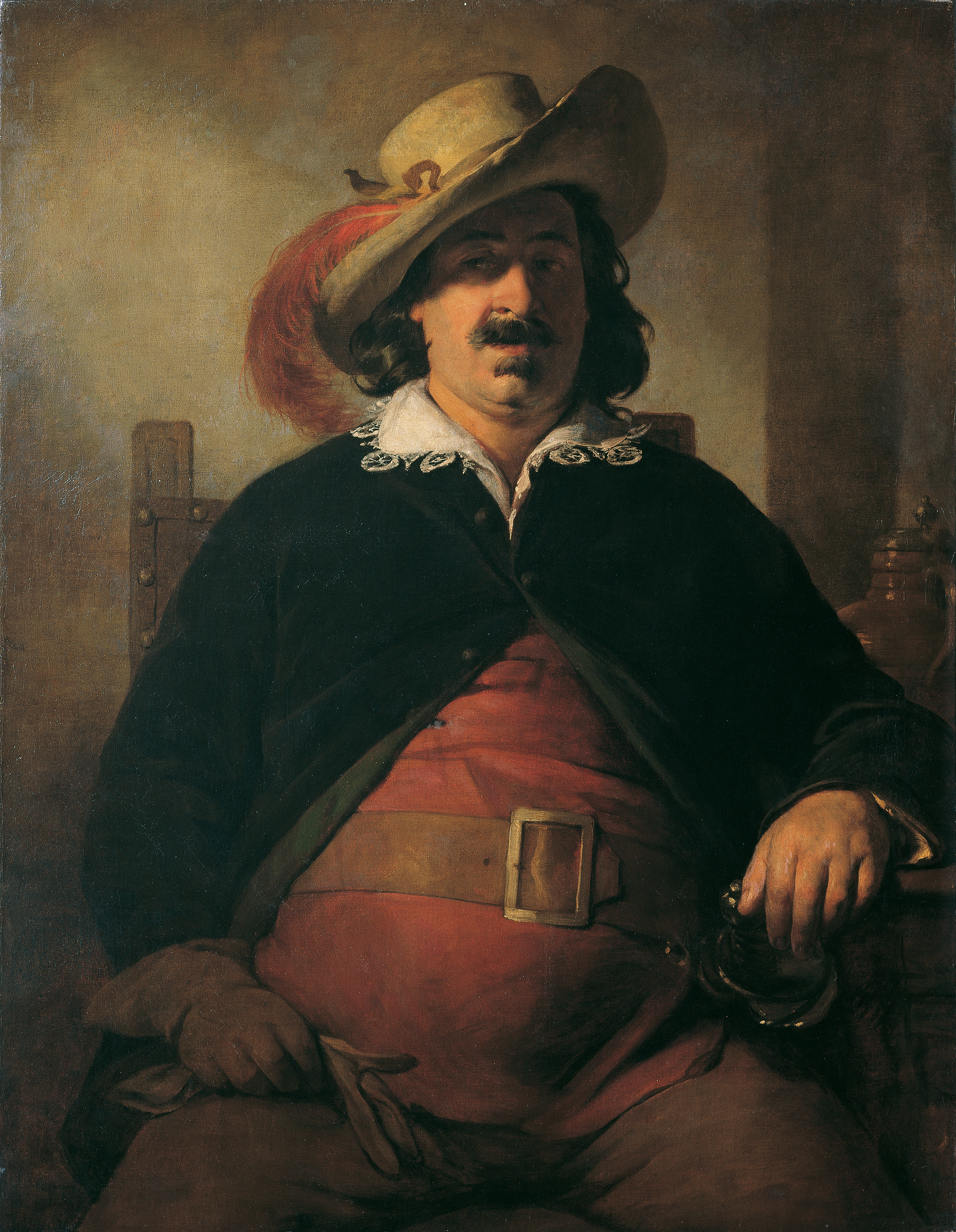
『フォルスタッフに扮した風景画家イグナーツ・ラファルト』
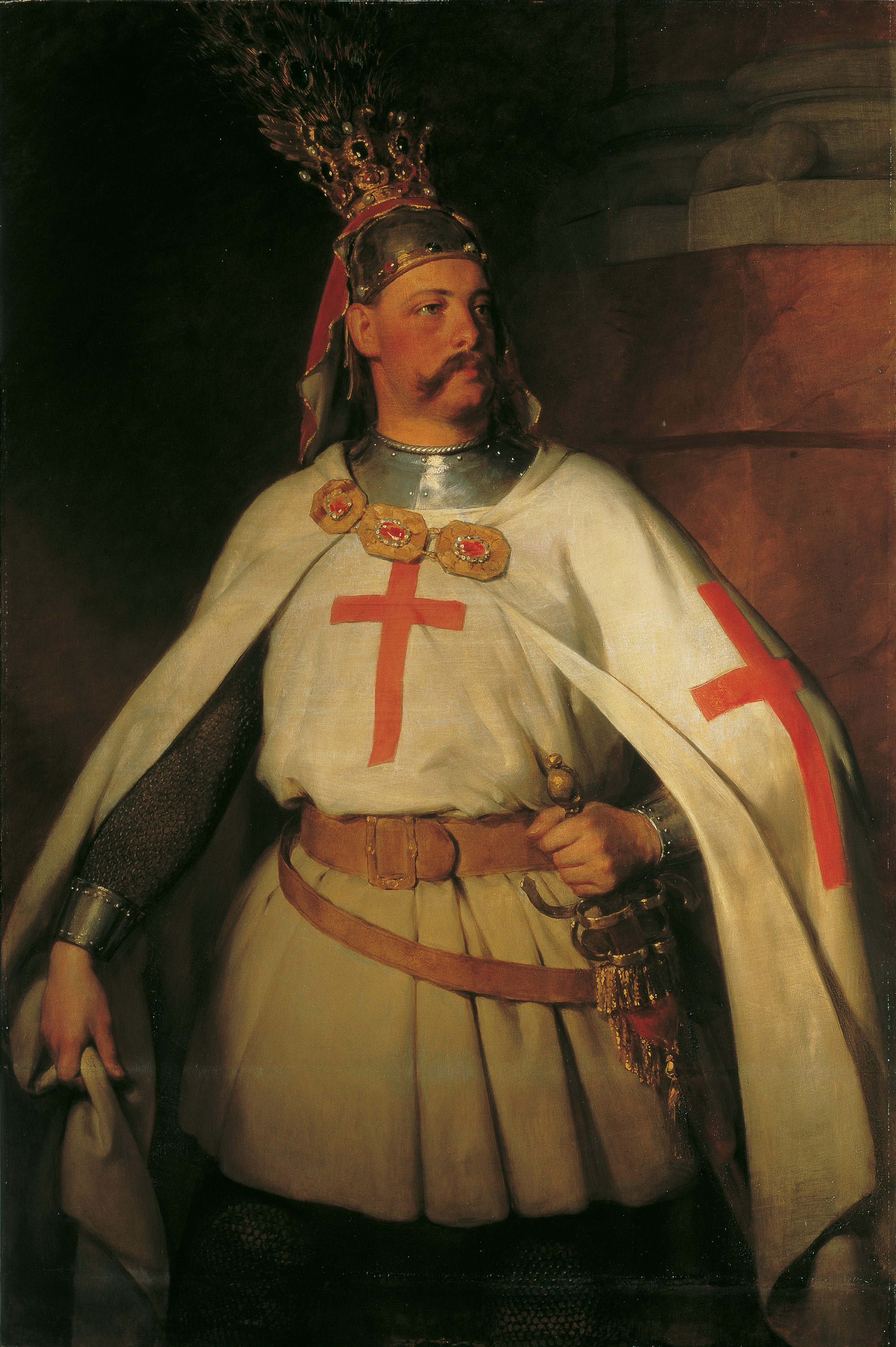
オーストリア大公レオポルト5世
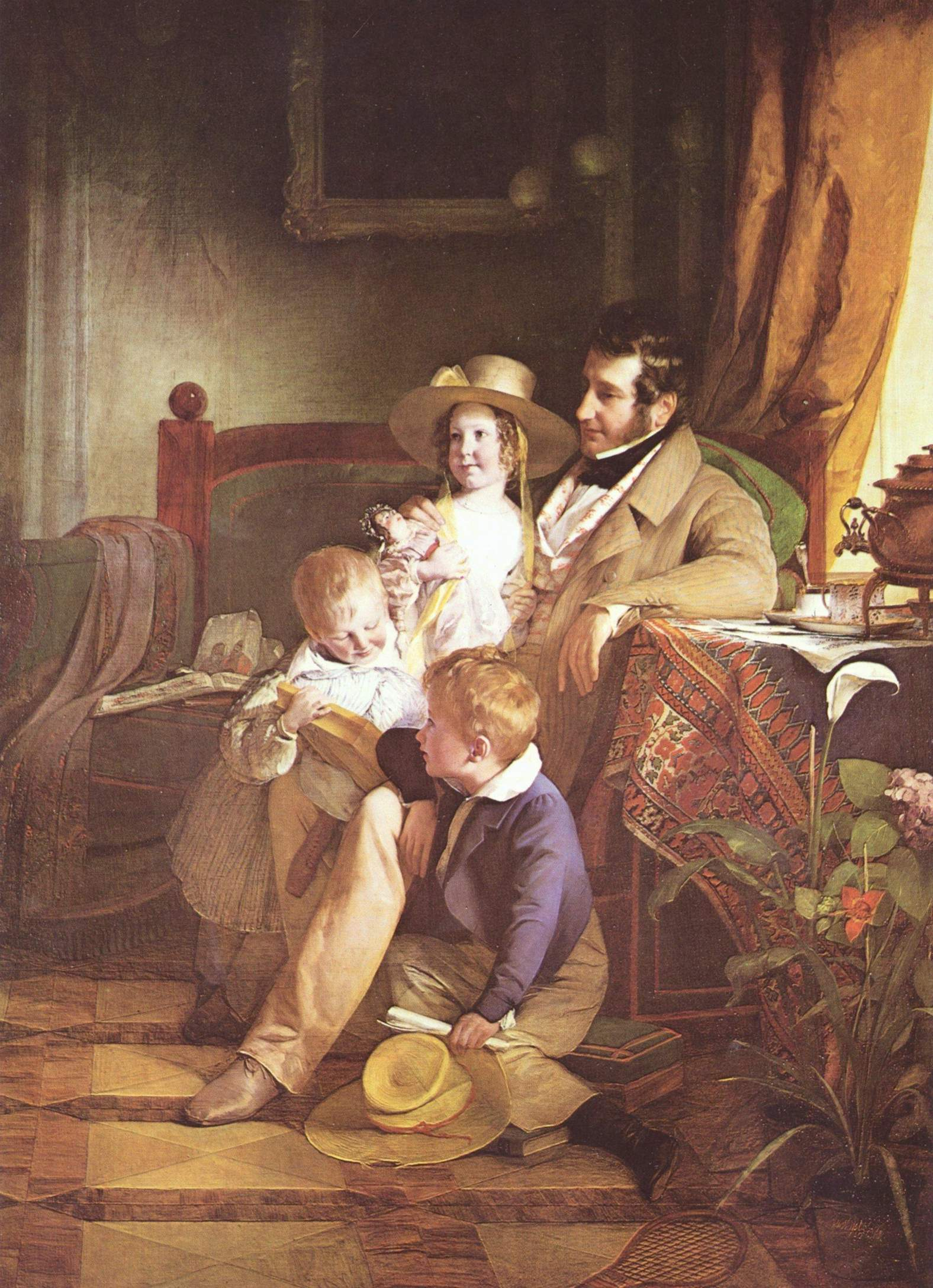
ルドルフ・フォン・アルトハーバーとその家族
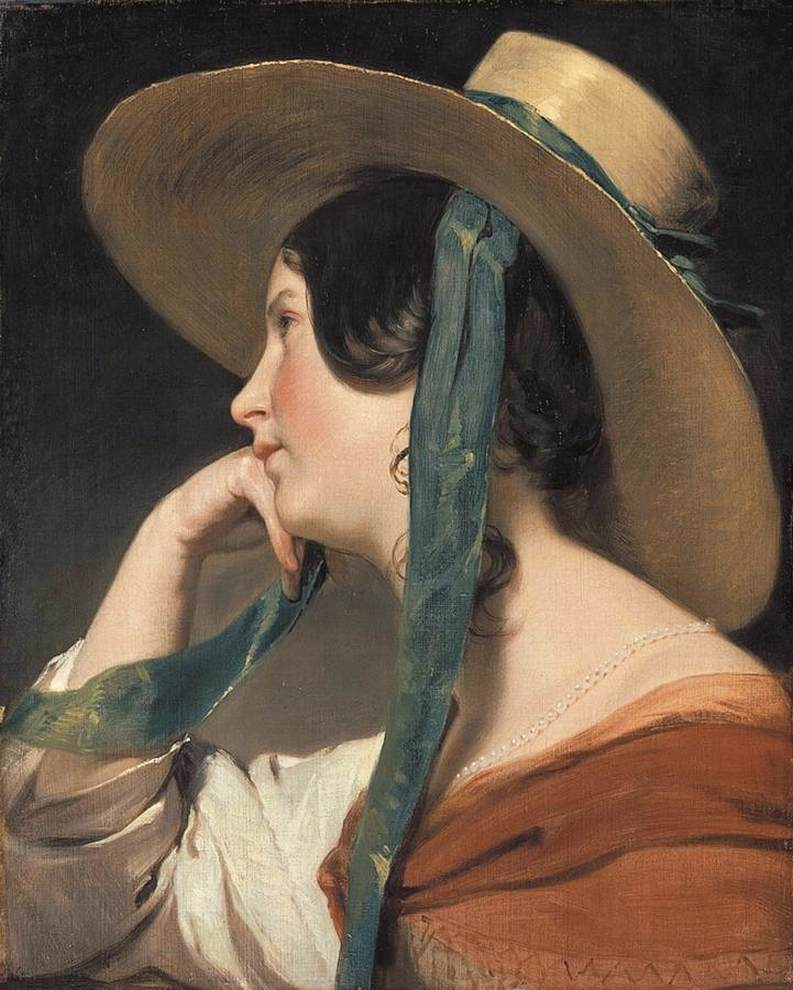
『麦わら帽子をかぶった少女』